# Étienne II. d’Aligre

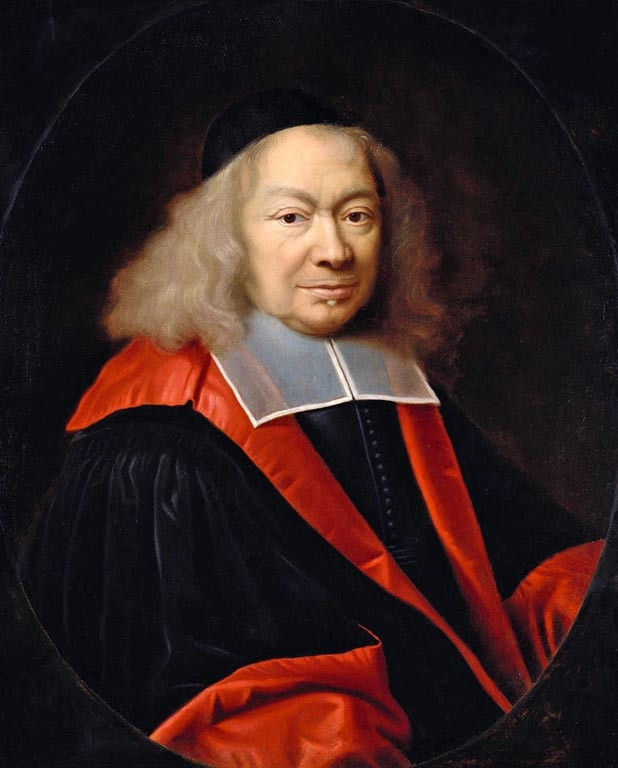
Étienne II. d’Aligre, Anonym, 1650/74, Royal Collection

Étienne II. d’Aligre (* 31. Juli 1592 in Chartres; † 25. Oktober 1677 in Versailles) war ein französischer Staatsmann zur Zeit der Könige Ludwig XIII. und Ludwig XIV.
Er war Chevalier, Seigneur de La Rivière, de Chovilliers, de Forest et de La Lande.

## Leben
Er ist der älteste Sohn von Étienne I. d’Aligre (1559–1635) und Élisabeth Le Chappelier de Buscatel († 1634, Schwester der Mutter von Élisabeth Turpin, der Frau von Michel Le Tellier). Mit 23 Jahren, im Jahr 1615, wurde er als Berater in den Großen Rat Ludwigs XIII. aufgenommen, 1624 bis 1627 war er französischer Botschafter in Venedig. 1635 wurde er zum Staatsrat, 1638 zum Intendanten der Justiz in Caen und 1645 zum Verwalter der Generalstände der Provinz Languedoc ernannt.
1651 war er Conseiller honoraire im Parlement von Paris, zwei Jahre später zehn Monate lang Surintendant des Finances mit dem Titel Direktor und Generalkontrolleur, und 1654 Chef des Handelsrats der Marine. Als Ludwig XIV. 1661 einen königlichen Finanzrat einrichtete, wurde Étienne d’Aligre zu dessen Premier Commissaire gewählt.

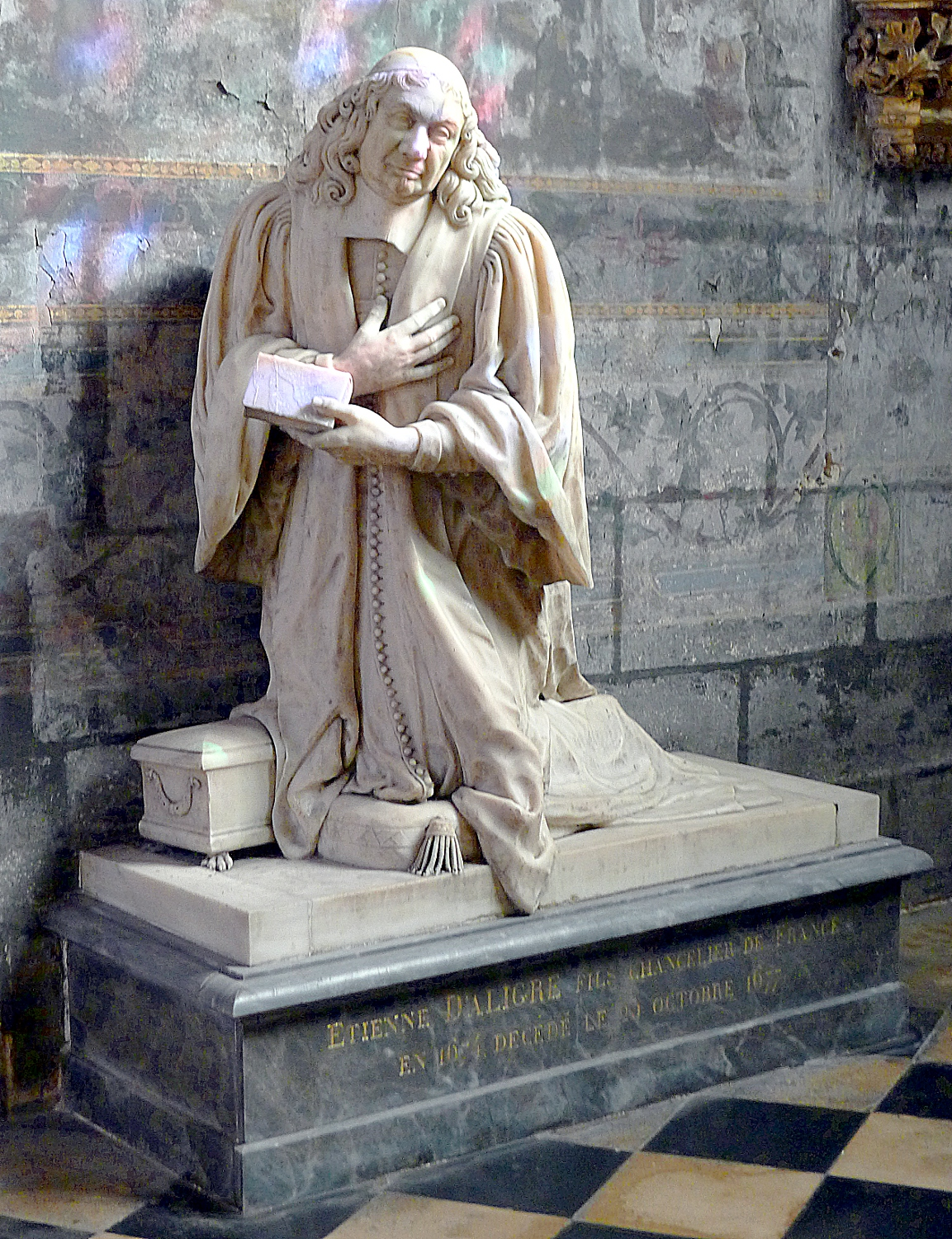
Statue von Étienne II. d’Aligre in der Kirche Saint-Étienne d’Auxerrois, Jean Varin, nach Laurent Magnier

Als der König nach dem Tod von Pierre Séguier (28. Januar 1672) die Siegel an sich nahm, war Étienne d’Aligre Dekan des Räte des Königs. Da Ludwig XIV. sich wenig später an die Spitze seiner Armeen stellen musste, ernannte er Aligre am 23. April 1672 zum Siegelbewahrer von Frankreich (den zugehörigen Eid legte er am Tag darauf ab). Um den 8. Januar 1674 wurde er zum Kanzler von Frankreich ernannt (Eid am 20. Januar) und behielt dieses Amt bis zu seinem Tod, der ihn am 25. Oktober 1677 im Alter von 85 Jahren in der Staatskanzlei in Versailles ereilte. Sein Nachfolger als Kanzler von Frankreich wurde Michel Le Tellier, sein angeheirateter Cousin ersten Grades.

## Ehe und Familie
Étienne d’Aligre war drei Mal verheiratet:
1. seit 5. Februar 1617 mit Jeanne l’Huillier, Tochter von François, Seigneur d’Interville, Sekretär des Rates, und Anne Brachet-de-Portmorand, Dame de Frauville.
2. Geneviève Guynet († September oder November 1657), Tochter von Nicolas Guynet, Conseiller au Grand Conseil, und Geneviève Gasteau (oder Marie (alias Nicole) Le Clerc de Courcelles), Witwe von Jean de Gué, Seigneur de Villetaneuse, Maître des comptes in Paris, und
3. Elisabeth (alias Geneviève) Lhuillier (* um 1607; † 9. Februar 1685), Tochter von Jérôme l’Huillier, Seigneur d’Interville, Staatsanwalt in der Rechnungskammer, und Isabelle Dreux, Witwe von Michel Moreau, Zivilleutnant im Châtelet

Er hatte 18 Kinder von denen lediglich die ersten beiden sicher aus der ersten, ansonsten aus der zweiten, sicher nicht aus der dritten Ehe stammen:
- Louis (* um 1617; † 12. August 1654 (oder 1658)) 3. Marquis d’Aligre, Abt von Saint-Jacques de Provins (tritt zurück), dann Offizier, Oberst der Kavallerie, 1652 Lieutenant-général des Armées du Roi in Katalonien, Maréchal de camp
- Michel (* 1617; † 10. August 1661), 4. Marquis d’Aligre, Seigneur de Villenesle et Bois-Landry, Abt von Saint-Jacques de Provins (tritt zurück); ⚭ (1) März 1651 Marie Catherine Madeleine de Machault († 10. Juli 1651), Tochter von Jean de Machault und Michelle de Novelle oder Françoise Descartes; ⚭(2) 11. November 1652 Marie Aragonnet († 16. März 1657) Tochter von Antoine Aragonnet, Trésorier des Gardes-Françaises, und Jeanne Le Gendre; ⚭(3) 25. Februar 1659 Madeleine Marie Blondeau († 12. Februar 1696), Tochter von Gilles Blondeau, Président de la Chambre des comptes, und Madeleine le Boult
- François (* 24. Dezember 1620; † 21. Januar 1712 in Provins) Regularkanoniker in Saint-Augustin (Profess 1636), 1643 Abt von Saint-Jacques de Provins, 1654 Priester, 1662 Prior des Hôtel-Dieu, lehnt 1668 das Bistum Avranches ab
- Étienne (X 28. September 1644 auf See), Malteserordensritter
- Marie (* 1625 in Venedig; †jung)
- Charles (* 1626 (oder 1630); † 20. Mai 1695 in Paris), Kommendatarabt von Saint-Riquier (als Nachfolger von Richelieu), 1660 Conseiller-clerc, dann Conseiller honoraire im Parlement von Paris, 1672 Conseiller d’État ordinaire
- Anne (* 1627; † 1. April 1669 in Saint-Cyr), geistlich in Belhomer, dann in Fontevraud, dann Koadjutorin der Abtei Notre-Dame-des-Anges von Saint-Cyr
- Elisabeth (* 1630 in Venedig; † um 1690) Äbtissin von Saint-Cyr
- Jean (* 1. Mai 1632 in Venedig; † 13. Oktober 1710), Malteserordensritter, Komtur von Beauvoir-lès-Abbeville
- Marie (* um 1633; † 2. Februar 1724); ⚭(1) Michel de Verthamon, Marquis de Manœuvre, Baron de Bréau, Maître des requêtes, Staatsrat († 1660); ⚭(2) 9. Juni 1679 Godefroi, comte d’Estrades (* 1607 in Agen; † 26. Februar 1686) Marschall von Frankreich
- Françoise (* um 1634; † 3. Februar 1719), Koadjutorin und 1717 Äbtissin von Saint-Cyr
- Hélène (* 1635; † 16. März 1712); ⚭ 4. Februar 1655 Claude de L’Aubespine, Marquis de Verderonne (* 1623; † 11. April 1706), Sohn von Charles de L’Aubespine und Marie Le Bret
- Suzanne (* 1636; † jung)
- Geneviève (* 1637; † jung)
- 2 Töchter (* 1638 und 1639; † jung)
- Marguerite (* 1641; † 26. September 1722); ⚭ (1) 1658 François Charles Bonaventure, Marquis de Manneville et de Charlesmesnil, Gouverneur von Dieppe († März 1684), Sohn von Jacques und Catherine de Gaiber; ⚭ (2) 23. Juli 1685 Louis Charles d’Albert de Luynes, Duc de Chevreuse, 2. Duc de Luynes (1621–1685) (* 25. Dezember 1620 in Paris; † 10. Oktober 1690 ebenda), Connétable von Frankreich, Sohn von Charles d’Albert, Duc de Luynes, und Marie de Rohan-Montbazon, duchesse de Chevreuse
- Sohn († jung)